# Ferrovia Renate-Romanò Fornaci
La ferrovia Renate-Romanò Fornaci (Via Capriano) era una diramazione della ferrovia Monza-Molteno-Oggiono a servizio delle Fornaci di Briosco, in esercizio fra il 1912 e il 1931.

## Storia

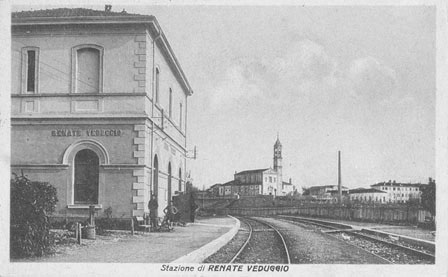
La stazione di Renate-Veduggio poco dopo la chiusura della diramazione

Con l'attivazione della ferrovia Monza-Molteno-Oggiono si prospettò l'opportunità di dotare di un collegamento su ferro le fornaci di Briosco, la cui attività nel campo dell'argilla lavorata di ottima qualità era nota già nel 1600 e che nell'Ottocento avevano favorito la nascita della frazione del comune di Briosco denominata appunto Fornaci.
Con l'apertura della Monza-Molteno, la zona industriale delle Fornaci di Briosco era intenzionata a realizzare un collegamento diretto a Monza, con eventuale estensione ad Arosio e congiunzione con la linea per Asso.
Il 28 novembre 1912 venne dunque inaugurata un'apposita diramazione aperta al servizio viaggiatori e merci. Tale ferrovia fu prevista fin dall'origine nel piano industriale della società concessionaria, Società Anonima per le Ferrovie della Brianza Centrale (FBC), costituita nel 1906 con capitale di maggioranza in mano alle Ferrovie Nord Milano; la diramazione per le Fornaci era citata esplicitamente nei titoli azionari della stessa e nella relativa convenzione di concessione, approvata con regio decreto del 19 aprile 1907. La sovvenzione chilometrica annua della linea fu fissata in 4.950 lire.
Alla stazione capolinea fu assegnato il nome ufficiale di Romanò Fornaci. Il traffico viaggiatori si rivelò peraltro scarso fin dall'inizio, a motivo della scarsissima popolazione della località capolinea (di soli 183 abitanti), rendendo sovradimensionate le due sole coppie di treni previste in orario; per ciascuna di esse era prevista una composizione formata da una carrozza mista e quattro carri merci. La trazione sulla Renate-Romanò Fornaci era assicurata dall'impiego delle locomotive di costruzione Breda della FBC.
Nel 1913 le Ferrovie Nord uscirono dal capitale FBC, lasciando il servizio nelle mani della società costruttrice, azionista di maggioranza relativa della stessa, che il 27 aprile 1919 dichiarò fallimento. Venne dunque costituita la Società per la Ferrovia Monza-Molteno-Oggiono (MMO) che rilevò la gestione delle due linee.

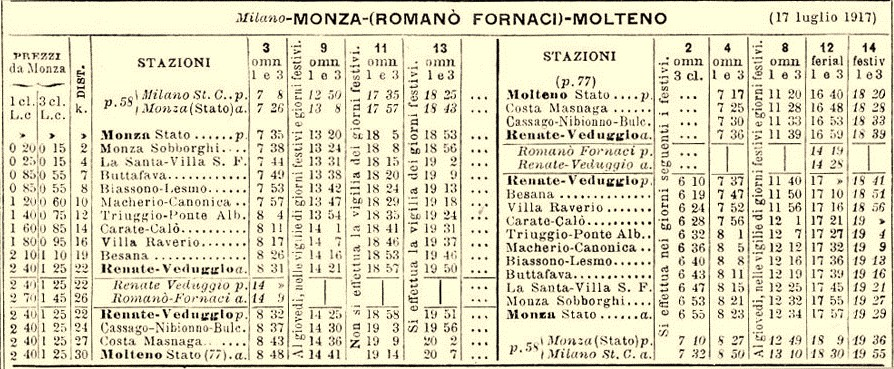
Orario FBC del 1917

Il 6 novembre 1917, frattanto, il servizio era stato sospeso dalle autorità militari le quali requisirono il materiale d'armamento per riutilizzarlo presso alcuni scali milanesi; stanti le cattive condizioni economiche in cui versava, il 27 febbraio 1924 la MMO rinunciò alla concessione della linea, la quale venne rilevata dalla neocostituita Società Anonima Raccordo Renate-Fornaci di Briosco: debitamente riarmata a partire dall'inverno precedente, il 10 novembre del 1925 la ferrovia venne riaperta all'esercizio in regime di servizio merci.
Nel maggio del 1931 la società Ceramiche Briosco, unico cliente della linea, chiuse, comportando la definitiva sospensione della linea. Un breve riutilizzo della ferrovia si ebbe durante la Seconda Guerra Mondiale, allorché l'edificio posto al capolinea fu utilizzato come deposito di munizioni.

## Caratteristiche
Realizzata a binario unico a scartamento ordinario, la linea aveva una lunghezza complessiva di 3,848 km, i primi 3,6 km dei quali in provincia di Milano e il restante tratto in quella di Como; il percorso presentava livellette non superiori al 20 per mille, con curve di raggio minimo 200 metri.

### Percorso
| Unknown route-map component "exLSTR" |

| Unknown route-map component "exBHF" |

| Unknown route-map component "exSTR" |

|  | Unknown route-map component "xABZg+l" | Unknown route-map component "CONTfq" |

| Station on track |

| Unknown route-map component "CONTgq" | One way rightward |  |

La linea si distaccava dalla Monza-Molteno poco dopo il passaggio a livello posto dopo la stazione di Renate-Veduggio in direzione nord, volgendo verso occidente.
Priva di località intermedie, la diramazione attraversava la frazione di Colzano e, con un andamento caratterizzato da un'ampia curva e controcurva, raggiungeva l'incrocio stradale sulla direttrice Briosco-Capriano-Inverigo (vie Fornacetta e I Maggio), nelle cui adiacenze era ubicato il capolinea, dotato di un fabbricato di stazione di modeste dimensioni adibito a semplice casello.
Presso quest'ultimo erano serviti gli stabilimenti per la lavorazione dell'argilla, dotati al proprio interno di una piccola rete ferroviaria decauville.